# Cheilodipterus
Cheilodipterus (Lacépède, 1801) è un genere di pesci ossei marini appartenenti alla famiglia Apogonidae.

## Distribuzione e habitat
Questo genere è diffuso nelle acque tropicali dell'Indo-Pacifico. Cheilodipterus novemstriatus, attraverso la migrazione lessepsiana, si è stabilito nel mar Mediterraneo orientale dove è comune.
Sono tipici abitatori delle barriere coralline, spesso si incontrano a profondità leggermente maggiori di quelle comuni per altri apogonidi corallini, profondità non superiori, comunque, a poche decine di metri.

## Descrizione
La taglia è variabile: molte specie misurano pochi centimetri da adulti mentre altre possono raggiungere i 25 centimetri risultando fra gli apogonidi di maggiori dimensioni. La bocca è piuttosto ampia e, nelle specie predatrici, armata di denti relativamente grandi. La colorazione è in quasi tutte le specie caratterizzata da fasce scure longitudinali i cui numero e distribuzione sono il principale carattere di riconoscimento specifico. Molte specie hanno una macchia nera sul peduncolo caudale, spesso bordata di giallo.

## Biologia
Fanno vita notturna e di giorno stanno nascosti negli anfratti dei coralli. Le uova vengono incubate nella bocca. Le specie piccole si nutrono di invertebrati mentre le più grandi sono piscivore.

## Pesca
Priva di importanza.

## Tassonomia
Il genere comprende 17 specie:
- Cheilodipterus alleni
- Cheilodipterus arabicus
- Cheilodipterus artus
- Cheilodipterus intermedius
- Cheilodipterus isostigmus
- Cheilodipterus lachneri
- Cheilodipterus macrodon
- Cheilodipterus nigrotaeniatus
- Cheilodipterus novemstriatus
- Cheilodipterus octovittatus
- Cheilodipterus parazonatus
- Cheilodipterus persicus
- Cheilodipterus pygmaios
- Cheilodipterus quinquelineatus
- Cheilodipterus singapurensis
- Cheilodipterus subulatus
- Cheilodipterus zonatus